# Hugo Faißt

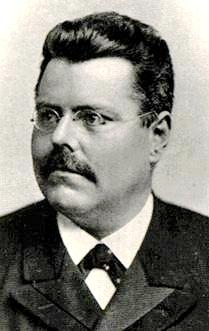
Hugo Faißt

Hugo Faißt (* 16. Oktober 1862 in Heilbronn; † 29. Juli 1914 in Stuttgart) war ein deutscher Rechtsanwalt und Begründer des Hugo-Wolf-Vereins in Stuttgart.
Sein Leben und Wirken wurde von Karl Grunsky (1871–1943) – deutscher Historiker und Musikschriftsteller – gewürdigt. Das Buch Ein Haus für Blumen und Musik: Henriette Faißt in Heilbronn und Hugo Wolf, das von der Internationalen Hugo-Wolf-Akademie herausgegeben wurde, ist auch Hugo Faißt gewidmet und seine Beziehung zu Musikern wie Hugo Wolf.
Die Internationale Hugo-Wolf-Akademie hatte eine Neuausgabe der Briefe von Hugo Wolf vorgelegt, die er an seinen Freund Hugo Faißt geschrieben hatte. Die freundschaftliche Beziehung der zwei Männer hatte das Interesse der Akademie für die Herkunft von Hugo Faißt geweckt, der den Stuttgarter Hugo-Wolf-Verein gegründet hatte und daher Gründer der Internationalen Hugo-Wolf-Akademie ist.

## Leben
Er war ein Sohn des Heilbronner Unternehmers Andreas Faißt und dessen Frau Henriette Faißt. Es war vorgesehen, dass Hugo wie auch sein älterer Bruder August das Bierbrauergeschäft für das Familienunternehmen (Cluss) weiterleiten sollten. Deswegen hatte er nach bestandener Reifeprüfung und einjährigem Militärdienst in Straßburg 1881 ein Chemiestudium in Berlin begonnen.
Nach dem frühen Tod des Bruders erlaubte ihm die Mutter, frei seinem Berufswunsch nachzugehen. Hugos Berufswunsch war es, Jura zu studieren. Er immatrikulierte sich an der Universität Tübingen und war seit dem Sommersemester 1886 Mitglied der Studentenverbindung Akademische Verbindung Igel Tübingen. Danach absolvierte er von 1892 bis 1893 seine Referendarzeit in Heilbronn, Stuttgart und Geislingen. In Stuttgart eröffnete er schließlich als Rechtsanwalt eine Anwaltskanzlei. Er war eng mit Rosa Luxemburg befreundet und trug ihr zu ihrem Geburtstag das Goethesche Frühlingslied, eine Komposition von Hugo Wolf, vor. Am 29. Juli 1914 verstarb er in Stuttgart.

## Musik u. Hugo Wolf
Hugo war musikalisch begabt, so erhielt er Musikunterricht am Heilbronner Gymnasium. Weiter wurde er durch den böhmischen Violinisten und Dirigenten Ernst Maschek gefördert, der von 1857 bis 1879 künstlerischer Leiter des Singkranzes war.
Karl Grunsky (1871–1943), deutscher Historiker und Musikschriftsteller … beschrieb 1914 in seinem Nekrolog den Einfluss von Henriette Faißt auf ihren künstlerisch veranlagten Sohn Hugo: „Ganz in des Lebens Wirklichkeit stehend glaubte sie … die künstlerischen Neigungen Hugos zügeln zu sollen“. Besonders auch die Verbindung von Hugo Faißt mit Hugo Wolf: „Die zwei Hugos verband wohl so etwas wie eine Seelenverwandtschaft, und es lag deshalb nahe, dass Faißt den neu gewonnenen Freund möglichst bald mit seiner Mutter bekannt machte - noch im Februar 1894 reisten die beiden nach Heilbronn“. Hugo Wolf war für Hugo Faißt wichtig – so wurde es später für ihn zur „Lebensaufgabe, Hugo Wolf zu unterstützen“.
Die Internationale Hugo-Wolf-Akademie hatte eine Neuausgabe der Briefe von Hugo Wolf vorgelegt, die er an seinen Freund Hugo Faißt geschrieben hatte. Die freundschaftliche Beziehung der zwei Männer hatte das Interesse der Akademie für die Herkunft von Hugo Faißt geweckt, der den Stuttgarter Hugo-Wolf-Verein gegründet hatte und daher auch als Gründer der Internationalen Hugo-Wolf-Akademie gilt.